# Persone di nome Jean-François
| Questa pagina contiene informazioni ricavate automaticamente dalle voci biografiche con l'ausilio del template Bio e di un bot. L'aggiornamento è periodico e automatico e ricostruisce completamente la pagina. Se manca una persona in questa lista, sei pregato di non aggiungerla, ma accertati piuttosto che la sua voce biografica contenga il template Bio e che i dati anagrafici siano correttamente compilati. Se il template Bio manca, inseriscilo tu stesso o, in alternativa, metti l'avviso {{tmp\|Bio}} che ne segnala la mancanza. Se i dati riportati sono sbagliati, correggi direttamente la voce biografica; le modifiche saranno visibili in questa lista entro pochi giorni. Per chiarimenti vedi il progetto antroponimi. La lista contiene solo le 104 persone che sono citate nell'enciclopedia e per le quali è stato implementato correttamente il template Bio. Pagina aggiornata al 16 ott 2024. |

Questa è una lista di persone presenti nell'enciclopedia che hanno il prenome Jean-François, suddivise per attività principale.

## Allenatori di calcio(4)
- Jean-François Bédénik, allenatore di calcio e calciatore francese (Seclin, n. 1978)
- Jean-François De Sart, allenatore di calcio e ex calciatore belga (Waremme, n. 1961)
- Jean-François Domergue, allenatore di calcio e ex calciatore francese (Nîmes, n. 1957)
- Jean-François Jodar, allenatore di calcio e ex calciatore francese (Montereau-Fault-Yonne, n. 1949)

## Allenatori di tennis(1)
- Jean-François Bachelot, allenatore di tennis e ex tennista francese (Perpignano, n. 1977)

## Architetti(2)
- Jean-François Heurtier, architetto francese (Parigi, n. 1739 - Versailles, † 1822)
- Jean-François Thomas de Thomon, architetto francese (Berna, n. 1760 - San Pietroburgo, † 1813)

## Arcivescovi cattolici(2)
- Jean-François Allard, arcivescovo cattolico francese (Roche, n. 1806 - Roma, † 1889)
- Jean-François de Gondi, arcivescovo cattolico francese (Parigi, n. 1584 - Parigi, † 1654)

## Artisti(1)
- Jef Aérosol, artista francese (Nantes, n. 1957)

## Astronauti(1)
- Jean-François Clervoy, astronauta francese (Longeville-lès-Metz, n. 1958)

## Attivisti(1)
- Jeff Labes, attivista francese (n. 1942)

## Attori(3)
- Jean-François Balmer, attore francese (Neuchâtel, n. 1946)
- Jean-François Stévenin, attore francese (Lons-le-Saunier, n. 1944 - Neuilly-sur-Seine, † 2021)
- Jean-François Vlérick, attore francese (Levallois-Perret, n. 1957)

## Attori teatrali(1)
- Durancy, attore teatrale e regista teatrale francese (Bruxelles, † 1769)

## Aviatori(2)
- Jean-François Jannekeyn, aviatore, generale e politico francese (Cambrai, n. 1892 - Parigi, † 1971)
- Jean-François Pilâtre de Rozier, aviatore e chimico francese (Metz, n. 1754 - Wimille, † 1785)

## Botanici(1)
- Jean-François Durande, botanico e medico francese (Digione, n. 1732 - Digione, † 1794)

## Calciatori(6)
- Jean-François Beltramini, calciatore francese (Les Clayes-sous-Bois, n. 1948 - Les Clayes-sous-Bois, † 2014)
- Jean-François Go, ex calciatore francese (n. 1973)
- Jean-François Hernandez, ex calciatore francese (Tours, n. 1969)
- Jean-François Larios, ex calciatore francese (Sidi Bel Abbes, n. 1956)
- Jean-François Péron, ex calciatore francese (n. 1965)
- Jean-François Rivière, ex calciatore francese (Mayenne, n. 1977)

## Cardinali(2)
- Jean-François Paul de Gondi, cardinale, arcivescovo cattolico e scrittore francese (Montmirail-en-Brie, n. 1613 - Parigi, † 1679)
- Jean-François de la Trémoille, cardinale francese (Milano, † 1507)

## Cestisti(1)
- Jean-François Kebe, cestista francese (Nantes, n. 1994)

## Chitarristi(1)
- Jeff Stinco, chitarrista canadese (Montréal, n. 1975)

## Ciclisti su strada(2)
- Jean-François Bernard, ex ciclista su strada e dirigente sportivo francese (Luzy, n. 1962)
- Jean-François Van Der Motte, ciclista su strada belga (Bruxelles, n. 1913 - Mont-de-l'Enclus, † 2007)

## Compositori(1)
- Jean-François Lesueur, compositore francese (Drucat-Plessiel, n. 1760 - Parigi, † 1837)

## Diplomatici(1)
- Jean-François de Bourgoing, diplomatico, traduttore e scrittore francese (Nevers, n. 1748 - Carlsbad, † 1811)

## Direttori d'orchestra(1)
- Jean-François Paillard, direttore d'orchestra francese (Vitry-le-François, n. 1928 - Carpentras, † 2013)

## Drammaturghi(4)
- Jean-François de Bastide, commediografo, scrittore e giornalista francese (Marsiglia, n. 1724 - Milano, † 1798)
- Jean-François Bayard, drammaturgo e librettista francese (Charolles, n. 1796 - Parigi, † 1853)
- Jean-François Collin d'Harleville, commediografo francese (Mévoisins, n. 1755 - Parigi, † 1806)
- Ernest Jaime, drammaturgo, litografo e storico dell'arte francese (Parigi, n. 1804 - Versailles, † 1884)

## Ebanisti(2)
- Jean-François Leleu, ebanista francese (Parigi, n. 1729 - Parigi, † 1807)
- Jean-François Oeben, ebanista francese (Heinsberg - Parigi, † 1763)

## Economisti(1)
- Jean-François Melon, economista francese (Tulle, n. 1675 - Parigi, † 1738)

## Esploratori(1)
- Jean-François de Surville, esploratore e marinaio francese (Port-Louis, n. 1717 - Chilca, † 1770)

## Farmacologi(1)
- Jean-François Heymans, farmacologo e fisiologo belga (Gooik, n. 1859 - Middelkerke, † 1932)

## Filosofi(2)
- Jean-François Lyotard, filosofo francese (Versailles, n. 1924 - Parigi, † 1998)
- Jean-François Malherbe, filosofo, scrittore e insegnante belga (Bruxelles, n. 1950 - Neuchâtel, † 2015)

## Fotografi(1)
- Jean-François Lepage, fotografo francese (Parigi, n. 1960)

## Generali(3)
- Jean-François Borson, generale e politico francese (Chambéry, n. 1825 - Chambéry, † 1917)
- Jean-François Le Nepvou de Carfort, generale e nobile francese (Saint-Brieuc, n. 1774 - Trébry, † 1847)
- Jean-François Moulin, generale francese (Caen, n. 1752 - Pierrefitte, † 1810)

## Giornalisti(1)
- Jean François Robinet, giornalista e medico francese (Vic-sur-Seille, n. 1825 - Parigi, † 1899)

## Incisori(1)
- Jean-François Janinet, incisore francese (Parigi, n. 1752 - Parigi, † 1814)

## Lunghisti(1)
- Jean-François Bonhème, ex lunghista francese (Parigi, n. 1949)

## Magistrati(1)
- Jean-François Bettex, giudice e politico svizzero (Combremont-le-Grand, n. 1816 - Yverdon, † 1887)

## Matematici(1)
- Jean-François Le Gall, matematico francese (Morlaix, n. 1959)

## Militari(4)
- Jean-François Allard, militare e avventuriero francese (Saint-Tropez, n. 1785 - Peshawar, † 1839)
- Jean-François Klobb, ufficiale francese (Ribeauvillé, n. 1857 - Niger, † 1899)
- Jean-François Mollard, militare francese (Albens, n. 1795 - Torino, † 1864)
- Jean-François de La Rocque de Roberval, militare e nobile francese (Carcassonne - Parigi, † 1560)

## Musicisti(1)
- Jean-François Dandrieu, musicista, organista e clavicembalista francese (Parigi, n. 1682 - Parigi, † 1738)

## Naturalisti(1)
- Jean-François Séguier, naturalista francese (Nîmes, n. 1703 - Nîmes, † 1784)

## Navigatori(1)
- Jean-François de La Pérouse, navigatore, geografo e esploratore francese (Château du Gô, n. 1741 - Vanikoro, † 1788)

## Nobili(2)
- Jean-François Pagès des Huttes, nobile e militare francese (Vic-sur-Cère, n. 1753 - Versailles, † 1789)
- Jean-François de Rolland de Villard-Sallet, nobile e generale italiano (Villard-Sallet, n. 1805 - Chambéry, † 1887)

## Orologiai(1)
- Jean-François Bautte, orologiaio e gioielliere svizzero (Ginevra, n. 1772 - Ginevra, † 1837)

## Pallavolisti(1)
- Jean-François Exiga, pallavolista francese (Ajaccio, n. 1982)

## Piloti motociclistici(1)
- Jean-François Baldé, pilota motociclistico francese (Mulhouse, n. 1950)

## Pittori(5)
- Jean-François Gigoux, pittore e litografo francese (Besançon, n. 1806 - Besançon, † 1894)
- Jean-François Millet, pittore francese (Gréville-Hague, n. 1814 - Barbizon, † 1875)
- Jean-François Portaels, pittore belga (Vilvorde, n. 1818 - Schaerbeek, † 1895)
- Jean-François Raffaelli, pittore francese (Parigi, n. 1850 - Parigi, † 1924)
- Jean-François de Troy, pittore francese (Parigi, n. 1679 - Roma, † 1752)

## Poeti(3)
- Jean-François Ducis, poeta e drammaturgo francese (Versailles, n. 1733 - Versailles, † 1816)
- Jean-François Regnard, poeta e commediografo francese (Parigi, n. 1655 - Dourdan, † 1709)
- Jean-François de Saint-Lambert, poeta e letterato francese (Nancy, n. 1716 - Parigi, † 1803)

## Politici(8)
- Jean-François Copé, politico francese (Boulogne-Billancourt, n. 1964)
- Jean-François Delacroix, politico francese (Pont-Audemer, n. 1753 - Parigi, † 1794)
- Jean-François Deniau, politico, scrittore e giornalista francese (Parigi, n. 1928 - Parigi, † 2007)
- Jean-François Ntoutoume Emane, politico gabonese (n. 1939)
- Jean-François Reubell, politico, diplomatico e avvocato francese (Colmar, n. 1747 - Colmar, † 1807)
- Jean Thiriart, politico belga (Bruxelles, n. 1922 - Bruxelles, † 1992)
- Jean-François Tielemans, politico belga (Bruxelles, n. 1799 - Ixelles, † 1887)
- Jean-François Vonck, politico e avvocato fiammingo (Baardegem, n. 1743 - Lilla, † 1792)

## Presbiteri(1)
- Jean-François Guérin, presbitero francese (Loches, n. 1929 - Blois, † 2005)

## Registi(1)
- Jean-François Richet, regista e sceneggiatore francese (Parigi, n. 1966)

## Rugbisti a 15(1)
- Jean-François Montauriol, rugbista a 15 francese (Muret, n. 1983)

## Schermidori(3)
- Jean-François Di Martino, ex schermidore francese (Enghien-les-Bains, n. 1967)
- Jean-François Lamour, ex schermidore francese (Parigi, n. 1956)
- Jean-François Tournon, schermidore francese (Bois-Colombes, n. 1905 - Bois-Colombes, † 1986)

## Scienziati(1)
- Jean-François Niceron, scienziato francese (n. 1613 - † 1646)

## Scrittori(3)
- Jean-François de La Harpe, scrittore, critico letterario e poeta francese (Parigi, n. 1739 - Parigi, † 1803)
- Jean-François Marmontel, romanziere, poeta e drammaturgo francese (Bort-les-Orgues, n. 1723 - Habloville, † 1799)
- Jean-François Revel, scrittore, giornalista e filosofo francese (Marsiglia, n. 1924 - Le Kremlin-Bicêtre, † 2006)

## Scultori(2)
- Jean-François Abeloos, scultore belga (Louvain, n. 1819 - Louvain, † 1886)
- Jean-François Legendre-Héral, scultore francese (Montpellier, n. 1796 - Marcilly, † 1851)

## Storici(2)
- Jean-François Bergier, storico svizzero (Losanna, n. 1931 - † 2009)
- Jean-François Sirinelli, storico francese (Parigi, n. 1949)

## Tennisti(1)
- Jean-François Caujolle, ex tennista francese (Marsiglia, n. 1953)

## Tenori(1)
- Jean-François Berthelier, tenore e attore teatrale francese (Panissières, n. 1830 - Parigi, † 1888)

## Vescovi cattolici(4)
- Jean-François Croizier, vescovo cattolico francese (Billom, n. 1787 - Rodez, † 1855)
- Jean-François Demandolx, vescovo cattolico francese (Marsiglia, n. 1744 - Amiens, † 1817)
- Jean-François Salgues de Valderies, vescovo cattolico francese (Lescure-d'Albigeois, n. 1644 - La Réorthe, † 1723)
- Jean-François Salgues de Valdéries de Lescure, vescovo cattolico francese (Lescure-d'Albigeois, n. 1644 - Châteauroux, † 1723)

## Senza attività specificata(2)
- Jean-François Cagnet, giardiniere francese (n. 1756)
- Chevalier de La Barre,  francese (Férolles-Attilly, n. 1746 - Parigi, † 1766)